# Godesburg
Godesburg – warowny zamek usytuowany w dzielnicy Bonn, Bad Godesberg, Nadrenia Północna-Westfalia, Niemcy, w południowej części doliny środkowego Renu. Po odbudowie w 1959 roku przekształcony w hotel i restaurację.

## Historia
Budowa zamku została rozpoczęta na początku XIII wieku na zlecenie arcybiskupa Kolonii Dytryka I, a została ukończona po śmierci arcybiskupa w 1224 roku. Zniszczony w 1583 w wyniku oblężenia podczas wojny kolońskiej, konfliktu pomiędzy protestantami a katolikami.